# Bis zur letzten Stunde (Film)
Bis zur letzten Stunde (OT: Kiss the Blood Off My Hands) ist ein US-amerikanischer Film Noir mit Joan Fontaine und Burt Lancaster unter der Regie von Norman Foster aus dem Jahr 1948.

## Handlung
Der kanadische Veteran Bill Saunders ist nach seiner zweijährigen Kriegsgefangenschaft psychisch labil und neigt zu unkontrollierten Ausbrüchen von Gewalt. Er ist in London gestrandet und hält sich mit gelegentlichen Gaunereien über Wasser. Bei einem Streit in einem Pub kommt durch seine Fahrlässigkeit ein Mann zu Tode. Bill kann unentdeckt entkommen. Der Schwarzmarkthändler Harry Carter allerdings beobachtet die Tat. Während seiner Flucht klettert Bill durch ein offenes Fenster und landet im Schlafzimmer von Jane Wharton. Jane, eine einsame Krankenschwester, beschließt Bill zu helfen. Sie verbringen einen Tag im Zoo und auf der Rennbahn, doch anschließend kommt es erneut zu einem Ausbruch von Gewalt bei Bill und er schlägt einen Polizisten. Bill muss für sechs Monate ins Gefängnis, wo er psychisch und physisch misshandelt wird. Nach seiner Entlassung versucht Harry Carter ihn mit dem Wissen um die Geschehnisse im Pub zu erpressen. Jane lässt nichts unversucht, um Bill zu überzeugen, ehrlich und anständig zu bleiben. Später in der Nacht überfällt Harry Jane, um sie zu vergewaltigen. In ihrer Panik stößt sie Harry eine Schere in den Rücken. Im Glauben, ihren Angreifer getötet zu haben, flieht Jane zu Bill, der jedoch feststellen kann, dass Nick noch lebt. Er bringt Nick zurück in dessen Wohnung, wo dieser verstirbt. Bill will Jane überreden, außer Landes zu fliehen, doch Jane überzeugt ihn, dass sie beide nur dann eine Zukunft haben werden, wenn sie sich ihren Taten stellen und die Verantwortung dafür übernehmen. Gemeinsam gehen sie zur Polizei.

## Hintergrund
Norman Foster war Anfang der 1930er als Schauspieler bei Warner Brothers und später RKO unter Vertrag. Er trat als Leading Man unter anderem neben Loretta Young in Weekend Marriage und Ginger Rogers in Rafter Romance auf. Nach seiner Scheidung von Claudette Colbert 1935 wechselte Foster zunehmend hinter die Kamera und konzentrierte sich auf seine Tätigkeit als Regisseur.
Für Joan Fontaine war der Auftritt als einsame Krankenschwester, die einen Totschlag in Notwehr begeht, um einer Vergewaltigung zu entgehen, eine Abkehr von ihren sonstigen Rollen als Dame der besseren Gesellschaft in Kostümfilmen. Im selben Jahr kehrte Fontaine wieder zu der Art von Rollen zurück, die sie berühmt gemacht hatten, als sie neben Bing Crosby in Billy Wilders Ich küsse Ihre Hand Madame eine österreichische Gräfin am Hof von Kaiser Franz Joseph I. spielte.

## Kritiken
Die New York Times fand Gefallen an den mitunter brutalen Geschehnissen:

„Norman Foster hat ‚Bis zur letzten Stunde‘ mit großer Wertschätzung für die emotionalen Hintergründe der Geschichte inszeniert, und er behandelt die Gewaltszenen mit beeindruckender Schärfe.“

Das Lexikon des internationalen Films ist der Auffassung, der Film sei „allenfalls durch die atmosphärische Beschreibung interessant.“ „[I]n seiner sozialkritischen Tendenz“ hingegen sei die Produktion „jedoch zu unklar formuliert“.